# Motorcross der Naties 2009
De 63e Motorcross der Naties werd gereden op 4 oktober 2009 in het Italiaanse Franciacorta.
Van de meer dan dertig deelnemende landen mochten de twintig besten uit de kwalificaties deelnemen aan de finale. Elke ploeg bestond uit drie rijders: één in de MX1-klasse, één in de MX2-klasse, en één in de "Open" klasse, dus met vrije keuze van de motor. De wedstrijd bestond uit drie reeksen waarin telkens twee rijders per land uitkwamen: resp. MX1 en MX2, MX2 en Open, en MX1 en Open. De puntenstand per land was de som van de vijf beste plaatsen die de rijders in de reeksen behaalden; het slechtste resultaat werd geschrapt.
- Voor België bestond de ploeg uit Clément Desalle (MX1), Joël Roelants (MX2) en Steve Ramon (Open).
- Voor Nederland bestond de ploeg uit Mike Kras (MX1), Jeffrey Herlings (MX2) en Herjan Brakke (Open).

## Uitslag Kwalificaites

### Kwalificatiereeks MX1
| 1   | Antonio Cairoli   | Italië           |
| 2   | Clément Desalle   | België           |
| 3   | Chad Reed         | Australië        |
| 4   | Joshua Coppins    | Nieuw-Zeeland    |
| 5   | Ryan Dungey       | Verenigde Staten |
| 6   | Gareth Swanepoel  | Zuid-Afrika      |
| 7   | Steven Frossard   | Frankrijk        |
| 8   | Jonathan Barragán | Spanje           |
| 9   | Julien Bill       | Zwitserland      |
| 10  | Evgeny Bobryshev  | Rusland          |
| ... | ...               | ...              |
| 18  | Mike Kras         | Nederland        |

### Kwalificatiereeks MX2
| 1  | Marvin Musquin   | Frankrijk           |
| 2  | Tommy Searle     | Verenigd Koninkrijk |
| 3  | Joël Roelants    | België              |
| 4  | Brett Metcalfe   | Australië           |
| 5  | Tyla Rattray     | Zuid-Afrika         |
| 6  | Rui Gonçalves    | Portugal            |
| 7  | Jeffrey Herlings | Nederland           |
| 8  | Jake Weimer      | Verenigde Staten    |
| 9  | Ken Roczen       | Duitsland           |
| 10 | Davide Guarneri  | Italië              |

### Kwalificatiereeks Open
| 1   | David Philippaerts | Italië              |
| 2   | Gautier Paulin     | Frankrijk           |
| 3   | Steve Ramon        | België              |
| 4   | Shaun Simpson      | Verenigd Koninkrijk |
| 5   | Ivan Tedesco       | Verenigde Staten    |
| 6   | Tanel Leok         | Estland             |
| 7   | Michael Byrne      | Australië           |
| 8   | Carlos Campano     | Spanje              |
| 9   | Antonio Balbi      | Brazilië            |
| 10  | Maximilian Nagl    | Duitsland           |
| ... | ...                | ...                 |
| 21  | Herjan Brakke      | Nederland           |

## Uitslag Reeksen

### Eerste Reeks (MX1 + MX2)
| 1   | Antonio Cairoli  | Italië              |
| 2   | Chad Reed        | Australië           |
| 3   | Ryan Dungey      | Verenigde Staten    |
| 4   | Clément Desalle  | België              |
| 5   | Marvin Musquin   | Frankrijk           |
| 6   | Joshua Coppins   | Nieuw-Zeeland       |
| 7   | Tommy Searle     | Verenigd Koninkrijk |
| 8   | Jake Weimer      | Verenigde Staten    |
| 9   | Gareth Swanepoel | Zuid-Afrika         |
| 10  | Ken Roczen       | Duitsland           |
| ... | ...              | ...                 |
| 15  | Joël Roelants    | België              |
| ... | ...              | ...                 |
| 29  | Mike Kras        | Nederland           |
| ... | ...              | ...                 |
| 37  | Jeffrey Herlings | Nederland           |

### Tweede reeks (MX2 + Open)
| 1   | Gautier Paulin     | Frankrijk        |
| 2   | David Philippaerts | Italië           |
| 3   | Ivan Tedesco       | Verenigde Staten |
| 4   | Tanel Leok         | Estland          |
| 5   | Marvin Musquin     | Frankrijk        |
| 6   | Maximilian Nagl    | Duitsland        |
| 7   | Steve Ramon        | België           |
| 8   | Ken Roczen         | Duitsland        |
| 9   | Brett Metcalfe     | Australië        |
| 10  | Tyla Rattray       | Zuid-Afrika      |
| 11  | Joël Roelants      | België           |
| ... | ...                | ...              |
| 20  | Jeffrey Herlings   | Nederland        |
| ... | ...                | ...              |
| 30  | Herjan Brakke      | Nederland        |

### Derde Reeks  (MX1 + Open)
| 1   | Ryan Dungey        | Verenigde Staten    |
| 2   | Steve Ramon        | België              |
| 3   | David Philippaerts | Italië              |
| 4   | Jonathan Barragán  | Spanje              |
| 5   | Steven Frossard    | Frankrijk           |
| 6   | Joshua Coppins     | Nieuw-Zeeland       |
| 7   | Ivan Tedesco       | Verenigde Staten    |
| 8   | Maximilian Nagl    | Duitsland           |
| 9   | Chad Reed          | Australië           |
| 10  | Shaun Simpson      | Verenigd Koninkrijk |
| ... | ...                | ...                 |
| 20  | Mike Kras          | Nederland           |
| ... | ...                | ...                 |
| 27  | Clément Desalle    | België              |
| ... | ...                | ...                 |
| 34  | Herjan Brakke      | Nederland           |

### Eindstand
| 1  | Verenigde Staten    | 22 (1+3+3+7+8)      |
| 2  | Frankrijk           | 30 (1+5+5+5+14)     |
| 3  | België              | 39 (2+4+7+11+15)    |
| 4  | Duitsland           | 55 (6+8+8+10+23)    |
| 5  | Verenigd Koninkrijk | 55 (7+10+11+13+14)  |
| 6  | Italië              | 59 (1+2+3+16+37)    |
| 7  | Australië           | 73 (2+9+9+17+36)    |
| 8  | Estland             | 78 (4+11+13+22+28)  |
| 9  | Zuid-Afrika         | 84 (9+10+13+22+30)  |
| 10 | Zwitserland         | 88 (12+14+18+21+23) |